# Citroën Tipo A
El Citroën Tipo A se fabricó desde junio de 1919 hasta diciembre de 1921 en París, Francia. Fue el primer coche que fabricó Citroën. Se construyeron 24 093 unidades.

## Orígenes
Durante la Primera Guerra Mundial, André Citroën se dedicaba a producir municiones. Ya en 1917, Citroën investigó el desarrollo de un coche ligero de gama media, bajo la dirección de Jules Salomon.

## El coche
Bajo la designación de 10 CV Tipo A, el coche tenía un motor de 4 cilindros y 1327 cc refrigerado por agua, con una potencia de 18 CV (13 kW) y una velocidad máxima de 65 kilómetros por hora (40 mph). El chasis tenía resortes elípticos de un cuarto invertido en la parte delantera y de doble cuarto en la parte trasera. El frenado se realizaba en las ruedas traseras únicamente controlado por una palanca manual con un freno de transmisión accionado por un pedal.
El chasis se fabricó en dos longitudes y podía soportar una variedad de carrocerías. El chasis largo estaba disponible como Torpedo (con cuatro asientos), Torpedo Sport, Conduite Intérieure, Coupé de ville y camioneta y el chasis corto como Torpedo (3 asientos), Conduite Intérieure, Coupé de ville y camionette (camioneta). En el modelo más corto la distancia entre ejes era de 2550 mm (100,4 plg) y solo se fabricaban bajo demanda hasta principios de 1920, después se retiró la opción para maximizar la estandarización y obtener los beneficios resultantes en coste y eficiencia.

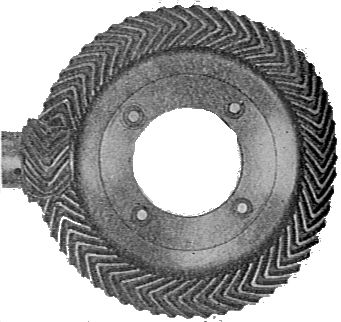
Transmisión final del Citroën Tipo A.

La transmisión final utilizaba un engranaje cónico con dientes en espiga, cuya forma sirvió de inspiración para el logotipo del doble chevrón de Citroën.

## Comercial

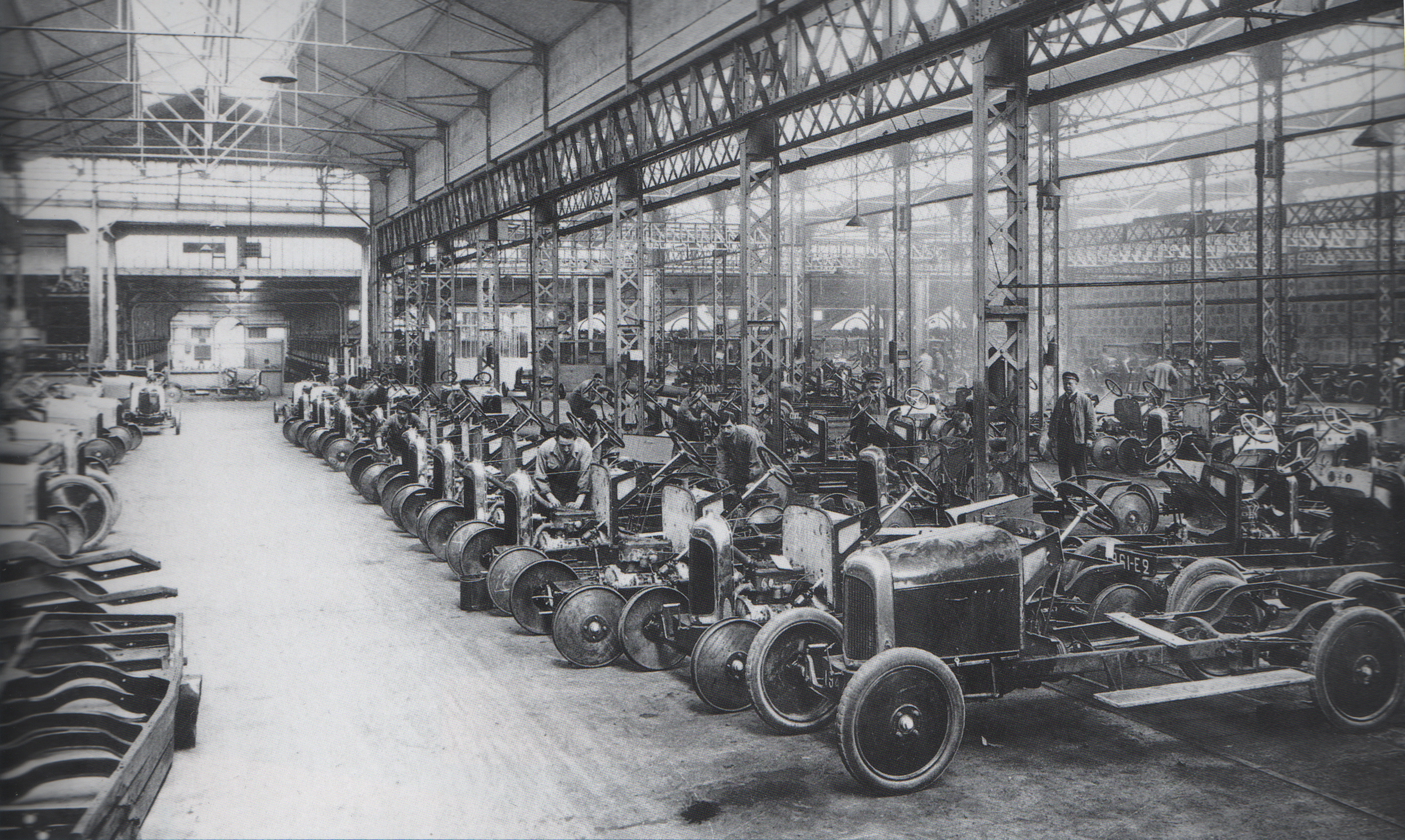
Línea de producción del Citroën Tipo A.

En su primer año de producción, el Tipo A estándar costó 7950 francos. Un año más tarde, el precio de venta había aumentado a 12 500 francos.
Después de un comienzo ligeramente volátil en 1919, las ventas se dispararon en 1920, durante el cual salieron de fábrica más de 20 000 coches en un solo año. Con un ritmo de producción de 100 vehículos al día, Citroën se convirtió en el primer fabricante de producción en serie en Europa.

## Clasificación en el sistema fiscal y de seguros francés
El coche era de 10 CV y se anunciaba como tal, pero con las siglas «HP» por su nombre en inglés del caballo de vapor, «Horsepower».

## Otras lecturas
- André Citroën: El hombre y el automóvil. John Reynoolds. Sutton Publishing, Gloucestershire, Reino Unido. 1996. ISBN 0-905778-32-4